# Héctor Magliano
Héctor Magliano (Uruguay, 30 de noviembre de 1919) es un exfutbolista de Uruguay que jugaba en la posición de delantero.

## Carrera

### Club
Jugó toda su carrera con el Montevideo Wanderers de 1939 a 1950.

### Selección nacional
Debutó con Uruguay el 15 de agosto de 1940 en la derrota por 0-5 ante Argentina en un partido amistoso en Buenos Aires y su primer gol internacional lo anotó el 6 de diciembre de 1947 en la victoria por 6-0 sobre Chile en Guayaquil por la Copa América 1947. Su último partido internacional lo jugó el 11 de abril de 1948 en la victoria por 4-2 sobre Brasil en Montevideo por la Copa Rio Branco donde anotó un gol.
Jugó 13 partidos internacionales y anotó cinco goles; participó en tres ediciones de la Copa América donde fue campeón en 1942.

## Logros
- Copa América (1): 1942